# New Wave 2010
Il nono Concorso internazionale di giovani cantanti "New Wave" si è svolto fra il 27 luglio ed il 1º agosto 2010 in Dzintari, Jūrmala.

## Partecipanti
| Nome, Cognome   | Paese       |
| --------------- | ----------- |
| Ivan Berezovsky | Ucraina     |
| Gabriella       | Brasile     |
| Hila Ben Davida | Israele     |
| Lady's Sweet    | Lettonia    |
| Litesound       | Bielorussia |
| Niki Monolov    | Bulgaria    |
| Milk & Kisses   | Azerbaigian |
| Murakami        | Russia      |
| Music Hayk      | Russia      |
| PeR             | Lettonia    |
| Egor Sesarev    | Russia      |
| Stacy           | Finlandia   |
| Uku Suviste     | Estonia     |
| Sona Sahgeldjan | Armenia     |
| Tatjana Shirko  | Ucraina     |
| Kairat Tuntekov | Kazakistan  |
| Pajushie Trusi  | Ucraina     |

## 1 ° giorno
| Nr. | Paese       | Esecutore       | Canzone                  | Punti | Posto |
| --- | ----------- | --------------- | ------------------------ | ----- | ----- |
| 1   | Russia      | Egor Sesarev    | Feeling Good             | 86    | 11    |
| 2   | Finlandia   | Stacy           | Malade                   | 84    | 13    |
| 3   | Azerbaigian | Milk & Kisses   | A Woman in Love          | 79    | 16    |
| 4   | Ucraina     | Pajushie Trusi  | Bad                      | 77    | 17    |
| 5   | Lettonia    | PeR             | Back in the U.S.S.R      | 86    | 11    |
| 6   | Bulgaria    | Niki Monolov    | You Raise Me Up          | 87    | 10    |
| 7   | Ucraina     | Tatjana Shirko  | All by Myself            | 96    | 1     |
| 8   | Israele     | Hila Ben Davida | Mamma Do                 | 95    | 2     |
| 9   | Brasile     | Gabriella       | This Man is World        | 91    | 6     |
| 10  | Lettonia    | Lady's Sweet    | Money                    | 88    | 9     |
| 11  | Kazakistan  | Kairat Tuntekov | The Way You Make Me Feel | 91    | 6     |
| 12  | Bielorussia | Litesound       | Amazed                   | 92    | 5     |
| 13  | Armenia     | Sona Sahgeldjan | Baby, Come To Me         | 94    | 3     |
| 14  | Russia      | Murakami        | Don't Stop Me Now        | 84    | 13    |
| 15  | Russia      | Music Hayk      | September                | 81    | 15    |
| 16  | Ucraina     | Ivan Berezovsky | Per Te                   | 89    | 8     |
| 17  | Estonia     | Uku Suviste     | Purple Rain              | 93    | 4     |

## 2 ° giorno
| Nr. | Paese       | Esecutore       | Canzone                    | Punti | Posto |
| --- | ----------- | --------------- | -------------------------- | ----- | ----- |
| 1   | Finlandia   | Stacy           | In The Shadows             | 84    | 16    |
| 2   | Brasile     | Gabriella       | Mas Que Nada               | 88    | 14    |
| 3   | Israele     | Hila Ben Davida | Hallelujah                 | 94    | 7     |
| 4   | Ucraina     | Ivan Berezovsky | Nitj Jaka Misjatjna        | 94    | 7     |
| 5   | Russia      | Music Hayk      | Beskonecnost               | 88    | 14    |
| 6   | Bielorussia | Litesound       | Mama                       | 96    | 2     |
| 7   | Lettonia    | Lady's Sweet    | Šūpuļdziesma               | 95    | 3     |
| 8   | Armenia     | Sona Sahgeldjan | Hajastan Asjchkart         | 95    | 3     |
| 9   | Kazakistan  | Kairat Tuntekov | Naz Konr                   | 94    | 7     |
| 10  | Lettonia    | PeR             | Noktirne                   | 96    | 2     |
| 11  | Russia      | Murakami        | Tutju                      | 90    | 13    |
| 12  | Bulgaria    | Niki Monolov    | Ne Mogu Bez Tebja          | 92    | 11    |
| 13  | Ucraina     | Pajushie Trusi  | Razprjazte, Chlopci, Konev | 83    | 17    |
| 14  | Russia      | Egor Sesarev    | Moskovski Beat             | 91    | 12    |
| 15  | Azerbaigian | Milk & Kisses   | Getme, getme, gel          | 93    | 10    |
| 16  | Estonia     | Uku Suviste     | Sind Otsides               | 97    | 1     |
| 17  | Ucraina     | Tatjana Shirko  | Чом ти не прийшов          | 95    | 3     |

## 3 ° giorno
| Nr. | Paese       | Esecutore       | Canzone             | Punti | Posto |
| --- | ----------- | --------------- | ------------------- | ----- | ----- |
| 1   | Lettonia    | Lady's Sweet    | Lieliskais          | 88    | 13    |
| 2   | Azerbaigian | Milk & Kisses   | Podruga             | 82    | 16    |
| 3   | Lettonia    | PeR             | Līdzsvarā           | 87    | 14    |
| 4   | Israele     | Hila Ben Davida | Haley               | 91    | 8     |
| 5   | Russia      | Murakami        | Skazka              | 89    | 11    |
| 6   | Bielorussia | Litesound       | Lutshie             | 90    | 10    |
| 7   | Estonia     | Uku Suviste     | Show Me The Love    | 95    | 5     |
| 8   | Ucraina     | Tatjana Shirko  | Ispoved' Lyubvi     | 96    | 3     |
| 9   | Armenia     | Sona Šahgeldjan | Horust te gandz     | 99    | 1     |
| 10  | Russia      | Music Hayk      | Nashi deti          | 86    | 15    |
| 11  | Ucraina     | Pajushie Trusi  | Plasticeskij hirurg | 92    | 7     |
| 12  | Bulgaria    | Niki Monolov    | Lutshe              | 93    | 6     |
| 13  | Ucraina     | Ivan Berezovsky | Vmeste              | 91    | 13    |
| 14  | Kazakistan  | Kairat Tuntekov | Baby                | 96    | 3     |
| 15  | Brasile     | Gabriella       | Me Aceita           | 89    | 11    |
| 16  | Finlandia   | Stacy           | Not Enough          | 81    | 17    |
| 17  | Russia      | Egor Sesarev    | With You            | 97    | 2     |

## Totale
| Paesi       | Esecutore         | Punti | Posto |
| ----------- | ----------------- | ----- | ----- |
| Armenia     | Sona Sahgeldjana  | 288   | 1     |
| Ucraina     | Tatjana Shirko    | 287   | 2     |
| Estonia     | Uku Suviste       | 285   | 3     |
| Kazakistan  | Kairats Tuntekovs | 281   | 4     |
| Israele     | Hila Ben Davida   | 280   | 5     |
| Bielorussia | Litesound         | 278   | 6     |
| Russia      | Egor Sesarev      | 274   | 7-8   |
| Ucraina     | Ivan Berezovsky   | 274   | 7-8   |
| Bulgaria    | Niki Monolov      | 272   | 9     |
| Lettonia    | Lady`s Sweet      | 271   | 10    |
| Lettonia    | PeR               | 269   | 11    |
| Brasile     | Gabriella         | 268   | 12    |
| Russia      | Murakami          | 263   | 13    |
| Russia      | Music Hayk        | 256   | 14    |
| Azerbaigian | Milk & Kisses     | 254   | 15    |
| Ucraina     | "Пающие трусы"    | 252   | 16    |
| Finlandia   | Stacy             | 249   | 17    |

## La giuria
- Yuri Antonov
- Igor Krutoi
- Valery Leontiev
- Konstantin Meladze
- Valerij Meladze
- Raimonds Pauls
- Laima Vaikule